# 科洛德尼察湖
科洛德尼察湖（烏克蘭語：Колодниця），是烏克蘭的湖泊，位於該國北部切爾尼戈夫州，處於傑斯納河左岸，長5公里、寬0.2公里，面積0.5平方公里，最大水深5米。